# Rhodopentas
Rhodopentas là một chi thực vật có hoa trong họ Thiến thảo (Rubiaceae).

## Loài
Chi Rhodopentas gồm các loài: